# Henry Wellesley, I conte Cowley
Henry Charles Richard Wellesley, I conte Cowley (Londra, 17 giugno 1804 – Londra, 15 luglio 1884) è stato un ambasciatore britannico.

## Biografia
Era il primogenito di Henry Wellesley, I barone Cowley, e di sua moglie, Lady Charlotte Cadogan, figlia di Charles Cadogan, I conte Cadogan. Era un nipote del duca di Wellington e del marchese Wellesley. Studiò a Eton e a Brasenose College di Oxford.

## Carriera diplomatica
Entrò nel corpo diplomatico nel 1824, ricevendo il suo primo importante incarico nel 1848, quando divenne Ministro Plenipotenziario ai Cantoni svizzeri. Nel luglio 1848 fu inviato in missione speciale al potere centrale provvisorio della Germania a Francoforte. Nel giugno 1851 fu nominato inviato straordinario e ministro plenipotenziario alla dieta reintegrato della Confederazione tedesca, una posizione che ha tenuto solo per un breve periodo di tempo, siccome venne scelto nel 1852 per succedere a Lord Normanby come l'ambasciatore britannico in Parigi.
Come ministro durante la maggior parte del regno di Napoleone III, condusse le delicate trattative tra i due paesi durante il periodo che precedettero e seguirono la guerra di Crimea, durante la guerra tra la Francia e l'Austria e il successivo corso degli eventi in Italia.
Nel 1857 fu creato visconte Dangan e conte Cowley. Si ritirò come ambasciatore nel 1867.

## Matrimonio
Sposò, il 23 ottobre 1833, Olivia FitzGerald-de Ros (11 gennaio 1807-21 aprile 1885), figlia di Lord Henry FitzGerald e di Charlotte Boyle, XX baronessa de Ros. Ebbero cinque figli:
- William Wellesley, II conte Cowley (25 agosto 1834-28 febbraio 1895);
- Lady Fedora Cecilia (1838-30 marzo 1920), sposò Francis Bertie, I visconte Bertie, ebbero un figlio;
- Lady Sophia Georgiana Robertina (1840-3 giugno 1923), Charles Yorke, V conte di Hardwicke, ebbero tre figli;
- Lord Cecil Charles Foley (1842-28 marzo 1916);
- Lord Frederick Arthur (24 maggio 1844-9 febbraio 1931), sposò Emma Bloomfield Loftus, ebbero un figlio.

## Morte
Morì il 15 luglio 1884 a Londra. Fu sepolto a Draycott Cerne, nel Wiltshire.

## Ascendenza
|                                      |                                    |                                          | Genitori                          |  |  | Nonni |  |  | Bisnonni                                   |  |  | Trisnonni    |  |
|                                      |                                    |                                          |                                   |  |  |       |  |  | Richard Colley Wesley, I barone Mornington |  |  | Henry Colley |  |
|                                      |                                    |                                          |                                   |  |  |       |  |  | Richard Colley Wesley, I barone Mornington |  |  | Henry Colley |  |
|                                      |                                    | Mary Ussher                              |                                   |  |  |       |  |  | Richard Colley Wesley, I barone Mornington |  |  |              |  |
| Garret Wesley, I conte di Mornington |                                    |                                          |                                   |  |  |       |  |  | Richard Colley Wesley, I barone Mornington |  |  |              |  |
|                                      |                                    | Elizabeth Sale                           | John Sale                         |  |  |       |  |  |                                            |  |  |              |  |
|                                      |                                    | Elizabeth Sale                           | John Sale                         |  |  |       |  |  |                                            |  |  |              |  |
|                                      |                                    | Elizabeth Sale                           | Ellinor Desminières               |  |  |       |  |  |                                            |  |  |              |  |
| Henry Wellesley, I barone Cowley     |                                    | Elizabeth Sale                           |                                   |  |  |       |  |  |                                            |  |  |              |  |
|                                      |                                    | Arthur Hill-Trevor, I visconte Dungannon | Michael Hill                      |  |  |       |  |  |                                            |  |  |              |  |
|                                      |                                    | Arthur Hill-Trevor, I visconte Dungannon | Michael Hill                      |  |  |       |  |  |                                            |  |  |              |  |
|                                      |                                    | Arthur Hill-Trevor, I visconte Dungannon | Anne Trevor                       |  |  |       |  |  |                                            |  |  |              |  |
| Lady Anne Hill-Trevor                |                                    | Arthur Hill-Trevor, I visconte Dungannon |                                   |  |  |       |  |  |                                            |  |  |              |  |
|                                      |                                    | Anne Stafford                            | Edmund Francis Stafford           |  |  |       |  |  |                                            |  |  |              |  |
|                                      |                                    | Anne Stafford                            | Edmund Francis Stafford           |  |  |       |  |  |                                            |  |  |              |  |
|                                      |                                    | Anne Stafford                            | Penelope Leslie                   |  |  |       |  |  |                                            |  |  |              |  |
| Henry Wellesley, I conte Cowley      |                                    | Anne Stafford                            |                                   |  |  |       |  |  |                                            |  |  |              |  |
|                                      | Charles Cadogan, II barone Cadogan | Henry Cadogan                            |                                   |  |  |       |  |  |                                            |  |  |              |  |
|                                      | Charles Cadogan, II barone Cadogan | Henry Cadogan                            |                                   |  |  |       |  |  |                                            |  |  |              |  |
|                                      | Charles Cadogan, II barone Cadogan | Bridget Waller                           |                                   |  |  |       |  |  |                                            |  |  |              |  |
| Charles Cadogan, I conte Cadogan     | Charles Cadogan, II barone Cadogan |                                          |                                   |  |  |       |  |  |                                            |  |  |              |  |
|                                      |                                    | Elizabeth Sloane                         | Sir Hans Sloane, I baronetto      |  |  |       |  |  |                                            |  |  |              |  |
|                                      |                                    | Elizabeth Sloane                         | Sir Hans Sloane, I baronetto      |  |  |       |  |  |                                            |  |  |              |  |
|                                      |                                    | Elizabeth Sloane                         | Elizabeth Langley Rose            |  |  |       |  |  |                                            |  |  |              |  |
| Lady Charlotte Cadogan               |                                    | Elizabeth Sloane                         |                                   |  |  |       |  |  |                                            |  |  |              |  |
|                                      |                                    | Charles Churchill                        | Charles Churchill                 |  |  |       |  |  |                                            |  |  |              |  |
|                                      |                                    | Charles Churchill                        | Charles Churchill                 |  |  |       |  |  |                                            |  |  |              |  |
|                                      |                                    | Charles Churchill                        | Anne Oldfield                     |  |  |       |  |  |                                            |  |  |              |  |
| Mary Churchill                       |                                    | Charles Churchill                        |                                   |  |  |       |  |  |                                            |  |  |              |  |
|                                      |                                    | Lady Mary Walpole                        | Robert Walpole, I conte di Orford |  |  |       |  |  |                                            |  |  |              |  |
|                                      |                                    | Lady Mary Walpole                        | Robert Walpole, I conte di Orford |  |  |       |  |  |                                            |  |  |              |  |
|                                      |                                    | Lady Mary Walpole                        | Mary Skerritt                     |  |  |       |  |  |                                            |  |  |              |  |
|                                      |                                    | Lady Mary Walpole                        |                                   |  |  |       |  |  |                                            |  |  |              |  |